# چونچنان
چونچنان، روستایی از توابع بخش لشت نشا شهرستان رشت در استان گیلان ایران است. این روستا به فاصله یک کیلومتر از دریا در دهستان علی‌آباد زیباکنار قرار دارد و جزء منطقه تجاری آزاد بندر انزلی می‌باشد و شغل اکثر مردمان آن کشاورزی و ماهیگیری است. از محصولات کشاورزی این روستا برنج می‌باشد. این روستا هر ساله پذیرای توریست‌های بسیار زیادی از تمام نقاط کشور و همینطور کشورهای خارجه می‌باشد. این روستا دارای افراد تحصیلکرده بسیاری می‌باشد و همچنین این روستا به دلیل وجود دانشگاه علوم و فنون نیروی دریایی سپاه پاسداران  و به دلیل مجاورت با مجتمع آموزشی رفاهی صدا و سیمای جمهوری اسلامی ایران و مجتمع‌های توریستی فراوان و شهرک سازی‌های متعدد اهمیت این روستا را افزایش داده است.

## جمعیت
این روستا در دهستان علی‌آباد زیباکنار قرار دارد و براساس سرشماری مرکز آمار ایران در سال 1390، جمعیت آن 1026 نفر (329خانوار) بوده‌است.